# Чемпіонат ФРН з футболу 1989—1990: Бундесліга
Сезон Бундесліги 1989–1990 був 27-им сезоном в історії Бундесліги, найвищого дивізіону футбольної першості ФРН. Він розпочався 28 липня 1989 і завершився 12 травня 1990 року. Діючим чемпіоном країни була мюнхенська «Баварія», яка й захистила чемпіонський титул, відірвавшись від найближчого переслідувача на 6 турнірних очок.

## Формат змагання
Кожна команда грала з кожним із суперників по дві гри, одній вдома і одній у гостях. Команди отримували по два турнірні очки за кожну перемогу і по одному очку за нічию. Якщо дві або більше команд мали однакову кількість очок, розподіл місць між ними відбувався за різницею голів, а за їх рівності — за кількістю забитих голів. Команда з найбільшою кількістю очок ставала чемпіоном, а дві найгірші команди напряму вибували до Другої Бундесліги, а третя команда з кінця проводила матчі плей-оф з бронзовим призером Другої Бундесліги за право участі у Бундеслізі на наступний сезон.

## Зміна учасників у порівнянні з сезоном 1988–89
«Штутгартер Кікерс» і «Ганновер 96» напряму вибули до Другої Бундесліги, фінішувавши на двох останніх місцях турнірної таблиці попереднього сезону. На їх місце до вищого дивізіону підвищилися «Фортуна» (Дюссельдорф) і «Гомбург». У плей-оф за місце в Бундеслізі «Айнтрахт» (Франкфурт-на-Майні) здолав «Саарбрюкен», зберігши таким чином за собою місце у найвищому дивізіоні.

## Команди-учасниці
| Клуб                            | Місто              | Стадіон                  | Вміщує |
| ------------------------------- | ------------------ | ------------------------ | ------ |
| «Бохум»                         | Бохум              | Воновія Рурштадіон       | 40,000 |
| «Вердер»                        | Бремен             | Везерштадіон             | 32,000 |
| «Боруссія» (Дортмунд)           | Дортмунд           | Зігналь Ідуна Парк       | 54,000 |
| «Фортуна» (Дюссельдорф)         | Дюссельдорф        | Райнштадіон              | 59,600 |
| «Айнтрахт» (Франкфурт-на-Майні) | Франкфурт-на-Майні | Вальдштадіон             | 62,000 |
| «Гамбург»                       | Гамбург            | Фолькспаркштадіон        | 62,000 |
| «Гомбург»                       | Homburg            | Вальдштадіон             | 24,000 |
| «Кайзерслаутерн»                | Кайзерслаутерн     | Фріц-Вальтер-Штадіон     | 42,000 |
| «Карлсруе»                      | Карлсруе           | Вільдпаркштадіон         | 50,000 |
| «Кельн»                         | Кельн              | Рейн Енергі Штадіон      | 61,000 |
| «Баєр 04»                       | Леверкузен         | Ульріх Габерланд Штадіон | 20,000 |
| «Вальдгоф»                      | Мангайм            | Штадіон-ам-Альзенвег     | 15,200 |
| «Боруссія» (Менхенгладбах)      | Менхенгладбах      | Бекельбергштадіон        | 34,500 |
| «Баварія» (Мюнхен)              | Мюнхен             | Олімпіаштадіон           | 70,000 |
| «Нюрнберг»                      | Нюрнберг           | Штедтішес Штадіон        | 64,238 |
| «Санкт-Паулі»                   | Гамбург            | Міллернтор-Штадіон       | 18,000 |
| «Штутгарт»                      | Штутгарт           | Неккарштадіон            | 72,000 |
| «Юрдінген 05»                   | Крефельд           | Гротенбург               | 34,500 |

## Турнірна таблиця
| Поз | Команда                         | І  | В  | Н  | П  | ГЗ | ГП | РГ  | О  | Кваліфікація або пониження             |
| --- | ------------------------------- | -- | -- | -- | -- | -- | -- | --- | -- | -------------------------------------- |
| 1   | «Баварія» (Мюнхен) (C)          | 34 | 19 | 11 | 4  | 64 | 28 | +36 | 49 | Кубок європейських чемпіонів 1990—1991 |
| 2   | «Кельн»                         | 34 | 17 | 9  | 8  | 54 | 44 | +10 | 43 | Кубок УЄФА 1990—1991                   |
| 3   | «Айнтрахт» (Франкфурт-на-Майні) | 34 | 15 | 11 | 8  | 61 | 40 | +21 | 41 | Кубок УЄФА 1990—1991                   |
| 4   | «Боруссія» (Дортмунд)           | 34 | 15 | 11 | 8  | 51 | 35 | +16 | 41 | Кубок УЄФА 1990—1991                   |
| 5   | «Баєр 04»                       | 34 | 12 | 15 | 7  | 40 | 32 | +8  | 39 | Кубок УЄФА 1990—1991                   |
| 6   | «Штутгарт»                      | 34 | 15 | 6  | 13 | 53 | 47 | +6  | 36 |                                        |
| 7   | «Вердер»                        | 34 | 10 | 14 | 10 | 49 | 41 | +8  | 34 |                                        |
| 8   | «Нюрнберг»                      | 34 | 11 | 11 | 12 | 42 | 46 | −4  | 33 |                                        |
| 9   | «Фортуна» (Дюссельдорф)         | 34 | 10 | 12 | 12 | 41 | 41 | 0   | 32 |                                        |
| 10  | «Карлсруе»                      | 34 | 10 | 12 | 12 | 32 | 39 | −7  | 32 |                                        |
| 11  | «Гамбург»                       | 34 | 13 | 5  | 16 | 39 | 46 | −7  | 31 |                                        |
| 12  | «Кайзерслаутерн»                | 34 | 10 | 11 | 13 | 42 | 55 | −13 | 31 | Кубок володарів кубків 1990—1991       |
| 13  | «Санкт-Паулі»                   | 34 | 9  | 13 | 12 | 31 | 46 | −15 | 31 |                                        |
| 14  | «Баєр 05» (Юрдінген)            | 34 | 10 | 10 | 14 | 41 | 48 | −7  | 30 |                                        |
| 15  | «Боруссія» (Менхенгладбах)      | 34 | 11 | 8  | 15 | 37 | 45 | −8  | 30 |                                        |
| 16  | «Бохум»                         | 34 | 11 | 7  | 16 | 44 | 53 | −9  | 29 | Плей-оф за місце у Бундеслізі          |
| 17  | «Вальдгоф» (R)                  | 34 | 10 | 6  | 18 | 36 | 53 | −17 | 26 | Пониження у класі до Другої Бундесліги |
| 18  | «Гомбург» (R)                   | 34 | 8  | 8  | 18 | 33 | 51 | −18 | 24 | Пониження у класі до Другої Бундесліги |

## Результати
| Команда                         | БОХ | ВЕР | БРД | ФОР | АЙН | ГАМ | ГОМ | КАЙ | КАР | КЕЛ | Б04 | ВАЛ | БРМ | БАВ | НЮР | СТП | ШТТ | ЮРД |
| ------------------------------- | --- | --- | --- | --- | --- | --- | --- | --- | --- | --- | --- | --- | --- | --- | --- | --- | --- | --- |
| «Бохум»                         | —   | 0–0 | 2–3 | 1–2 | 2–2 | 3–1 | 1–0 | 2–0 | 2–0 | 0–1 | 0–2 | 2–0 | 2–1 | 0–0 | 3–3 | 3–3 | 2–0 | 2–1 |
| «Вердер»                        | 1–1 | —   | 2–0 | 2–2 | 1–2 | 2–1 | 0–0 | 4–0 | 4–0 | 4–0 | 0–0 | 0–1 | 0–0 | 2–2 | 4–0 | 2–1 | 6–1 | 0–0 |
| «Боруссія» (Дортмунд)           | 0–1 | 4–1 | —   | 1–0 | 0–0 | 1–0 | 3–0 | 1–1 | 2–0 | 0–0 | 1–1 | 2–0 | 3–0 | 2–2 | 2–1 | 3–1 | 2–0 | 1–0 |
| «Фортуна» (Дюссельдорф)         | 2–2 | 2–1 | 1–1 | —   | 1–2 | 1–1 | 1–0 | 1–1 | 0–0 | 1–1 | 2–0 | 0–0 | 0–1 | 1–2 | 0–0 | 7–0 | 4–2 | 2–1 |
| «Айнтрахт» (Франкфурт-на-Майні) | 4–0 | 1–0 | 0–2 | 2–0 | —   | 2–0 | 1–1 | 1–1 | 1–1 | 3–1 | 0–3 | 3–1 | 3–0 | 1–2 | 5–1 | 4–1 | 5–1 | 2–1 |
| «Гамбург»                       | 1–4 | 4–0 | 1–1 | 1–0 | 1–1 | —   | 2–0 | 3–0 | 1–0 | 0–2 | 0–1 | 1–0 | 3–0 | 0–3 | 1–0 | 0–0 | 1–0 | 6–0 |
| «Гомбург»                       | 1–0 | 1–1 | 3–3 | 1–0 | 2–3 | 0–1 | —   | 2–2 | 2–0 | 0–1 | 2–1 | 2–1 | 1–3 | 1–3 | 0–1 | 0–2 | 4–2 | 1–2 |
| «Кайзерслаутерн»                | 2–1 | 2–2 | 2–2 | 1–0 | 2–1 | 1–3 | 3–1 | —   | 5–1 | 1–2 | 2–0 | 2–3 | 2–1 | 0–0 | 0–2 | 1–1 | 1–2 | 2–1 |
| «Карлсруе»                      | 2–0 | 2–1 | 2–1 | 2–2 | 1–0 | 2–0 | 0–2 | 0–0 | —   | 0–0 | 2–1 | 4–0 | 0–1 | 3–3 | 0–0 | 0–0 | 1–0 | 0–0 |
| «Кельн»                         | 2–0 | 4–2 | 1–1 | 1–3 | 3–5 | 2–0 | 1–0 | 4–1 | 0–5 | —   | 1–1 | 6–0 | 3–0 | 1–1 | 2–1 | 1–0 | 0–0 | 0–1 |
| «Баєр 04»                       | 2–1 | 1–3 | 1–0 | 3–3 | 2–0 | 1–0 | 3–1 | 1–1 | 1–1 | 0–2 | —   | 3–0 | 0–0 | 0–0 | 2–0 | 1–1 | 1–1 | 1–1 |
| «Вальдгоф»                      | 3–2 | 0–0 | 2–1 | 0–1 | 1–1 | 4–1 | 1–2 | 4–0 | 0–1 | 2–3 | 1–1 | —   | 4–2 | 1–0 | 1–1 | 0–1 | 2–1 | 1–1 |
| «Боруссія» (Менхенгладбах)      | 1–2 | 4–0 | 0–0 | 3–1 | 2–1 | 1–3 | 0–0 | 3–1 | 0–0 | 0–2 | 1–1 | 2–0 | —   | 0–0 | 3–0 | 4–1 | 3–1 | 0–1 |
| «Баварія» (Мюнхен)              | 5–1 | 1–1 | 3–0 | 0–0 | 1–0 | 4–0 | 1–0 | 3–0 | 4–1 | 5–1 | 0–1 | 2–0 | 2–0 | —   | 3–2 | 1–0 | 3–1 | 3–0 |
| «Нюрнберг»                      | 2–1 | 1–1 | 1–3 | 3–0 | 1–1 | 2–0 | 2–0 | 0–0 | 2–0 | 1–1 | 2–2 | 2–0 | 2–0 | 4–0 | —   | 0–1 | 0–2 | 1–1 |
| «Санкт-Паулі»                   | 2–0 | 0–0 | 2–1 | 1–0 | 2–2 | 0–0 | 1–1 | 0–2 | 1–1 | 1–1 | 3–0 | 2–1 | 2–1 | 0–2 | 0–1 | —   | 0–0 | 1–1 |
| «Штутгарт»                      | 1–0 | 3–1 | 3–1 | 4–0 | 1–1 | 3–0 | 2–2 | 0–1 | 2–0 | 3–1 | 0–0 | 1–0 | 4–0 | 2–1 | 4–0 | 4–0 | —   | 1–0 |
| «Баєр 05» (Юрдінген)            | 3–1 | 0–1 | 1–3 | 0–1 | 1–1 | 5–2 | 3–0 | 3–2 | 1–0 | 2–3 | 0–2 | 0–2 | 0–0 | 2–2 | 3–3 | 1–0 | 4–1 | —   |

## Плей-оф за місце в Бундеслізі
«Бохум» і бронзовий призер Другої Бундесліги «Саарбрюкен» проводили двоматчевий плей-оф за право участі у Бундеслізі на наступний сезон. «Бохум» виграв 2–1, зберігши таким чином статус команди найвищого німецького дивізіону.
| 24 травня 1990 |

| «Саарбрюкен» | 0–1   | «Бохум»          |
| ------------ | ----- | ---------------- |
|              | [ 4 ] | Легат 65' (пен.) |

| Людвігспаркштадіон, Саарбрюккен Глядачів: 30,000 Арбітр: Манфред Нойнер (Ляймен) |

| 27 травня 1990 |

| «Бохум»      | 1–1   | «Саарбрюкен» |
| ------------ | ----- | ------------ |
| Ляйфельд 76' | [ 4 ] | Єбоа 49'     |

| Воновія Рурштадіон, Бохум Глядачів: 25,000 Арбітр: Арон Шмідгубер (Оттобрунн) |

## Найкращі бомбардири
18 голів
- Єрн Андерсен («Айнтрахт» (Франкфурт-на-Майні))

15 голів
- Штефан Кунц («Кайзерслаутерн»)

13 голів
- Фріц Вальтер («Штутгарт»)
- Роланд Вольфарт («Баварія» (Мюнхен))

11 голів
- Фалько Гетц («Кельн»)

10 голів
- Ганс-Йорг Крінс («Боруссія» (Менхенгладбах))
- Уве Фрайлер («Вальдгоф»)
- Ян Фурток («Гамбург»)
- Андре Гольке («Санкт-Паулі»)
- Уве Ляйфельд («Бохум»)
- Алан Макіноллі («Баварія» (Мюнхен))
- Андреас Меллер («Боруссія» (Дортмунд))
- Вінтон Руфер («Вердер»)
- Міхаель Цорк («Боруссія» (Дортмунд))

## Склад чемпіонів
| «Баварія» (Мюнхен) |
| --- |
| Воротарі: Раймонд Ауманн (33); Свен Шоєр (1). Захисники: Ганс Пфлюглер (33 / 3); Роланд Грагаммер (28 / 1); Юрген Колер (26 / 2); Клаус Аугенталер (к; 24 / 1); Томас Кастенмаєр (9 / 1); Ерланд Йонсен (8). Півзахисники: Штефан Ройтер (33); Ганс Дорфнер (29 / 5); Людвіг Кегль (25 / 4); Манфред Швабль (25 / 3); Ганс-Дітер Флік (22 / 1); Олаф Тон (20 / 8); Томас Штрунц (20 / 5). Нападники: Алан Макіноллі (31 / 10); Радмило Михайлович (25 / 4); Роланд Вольфарт (24 / 13); Манфред Бендер (20 / 2). (кількість ігор і голів наведені у дужках) Головний тренер: Юпп Гайнкес. Був у заявці, але не взяв участі у жодній грі чемпіонату: Гельмут Вінкльгофер. |